# Fort Myers Beach
Fort Myers Beach is een plaats (town) in de Amerikaanse staat Florida, en valt bestuurlijk gezien onder Lee County.

## Demografie

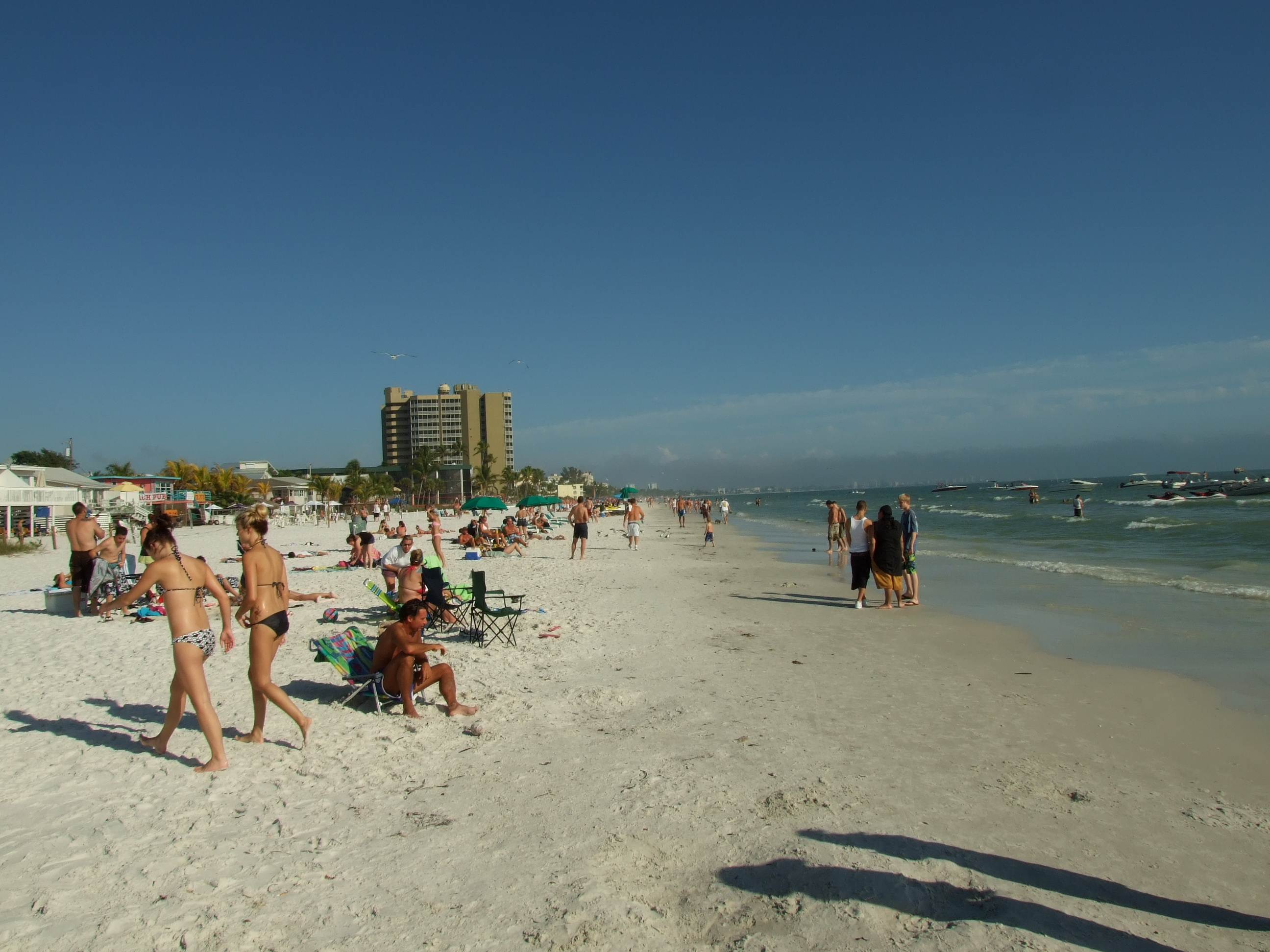
Fort Myers Beach

Bij de volkstelling in 2000 werd het aantal inwoners vastgesteld op 6561.
In 2006 is het aantal inwoners door het United States Census Bureau geschat op 6559, een daling van 2 (0.0%).

## Geografie
Volgens het United States Census Bureau beslaat de plaats een oppervlakte van
15,9 km², waarvan 7,4 km² land en 8,5 km² water. Fort Myers Beach ligt op ongeveer 1 m boven zeeniveau.

## Plaatsen in de nabije omgeving
De onderstaande figuur toont nabijgelegen plaatsen in een straal van 16 km rond Fort Myers Beach.